# AMC (Chicago)
AMC is een Amerikaans historisch merk van motorfietsen.
De bedrijfsnaam was: Allied Motor Corporation, Motor Buildings, Chicago (Illinois)
De Allied Motor Corporation nam in 1912 het merk Armac in Chicago over. Men ging daarna wel zwaardere modellen bouwen, want Armac maakte eencilinders tot 7 pk. Daar ging AMC mee door, maar er kwamen ook 980cc-V-twins met eigen kop/zijklepmotoren en een bijzondere voorvering: een parallellogramvork met een centrale veer. De productie werd echter in 1915 definitief beëindigd.